# جامع اسكلستونا

## التعريف بوقف مسجد اسكيلستونا
وقف مسجد اسكيلستونا في السويد هو مركز إسلاميّ ثقافيّ متعدد الخدمات.
هو منارة دعويّة حضاريّة مستقلة، غير متحزبة ولا منتمية إلى أية جهة فئوية معينة.
مقره في اسكيلستونا، وقد تم تسجيله رسميا في 31/05/2012م.
الوقف يستمد فهمه وتعاليمه من رسالة الإسلام الخالدة وعلى منهج الكتاب والسنة وما أجمعت عليه الأمة.
غايته هي الدعوة إلى الله ووسيلته هي الحسنى وخطاب الآخر باللغة التي يفهمها.{{وإو|عر=Eskilstuna]، افتتحه الشيخ عبد الحق كيلان.

## موقع الوقف
, يقع الوقف في مدينة اسكيلستونا، وهي مدينة جميلة وهادئة تقع في وسط السويد بين استكهولم العاصمة، ومدينة يوتوبوري، ويقطنها نحو 100,000 مائة ألف نسمة، من بينهم 10.000 مسلم.
ويقع مبنى الوقف على أرض مساحتها 8800 متر مربع في حيى قريب من مركز المدينة، أغلبيته من المسلمين بينما لا يوجد في مدينة اسكلستونا حاليآ مسجدا قائما بذاته.

## تاريخ مبنى الوقف
كان المبنى في السابق يستخدم ككنيسة تخص طائفة شهود يهوى المسيحية، وقد بقي كذلك لمدة 30 سنة إلى أن تم شراؤه في سنة 2012 بمبلغ 1.000.000 يورو (مليون يورو) وتم تحويله إلى مسجد يوحد فيه الله.

## أقسام الوقف
1. مسجد لأداء الصلاة يدعى «مسجد تونا».
2. مركز إسلامي متكامل يدعى «المركز السويدي الإسلامي باسكيلستونا».
3. كلية لتحفيظ القرآن وتكوين الأئمة تم إلحاقها بالوقف تدعى «كلية المنارة».
4. جمعية تدعى «رابطة الأسرة السويدية المسلمة».
5. مجلس أئمة اسكيلستونا".

## أهداف الوقف
1. يعمل الوقف على نشر إسلام «االحنيفية السمحة» من خلال:
2. تأصيل دور الثقافة الإسلامية وارتباطها بالقيم الرفيعة والأخلاق الحميدة.
3. إبراز الوجه الحضاري للإسلام، والتعريف بمنجزاته التاريخية.
4. تصحيح المفاهيم المغلوطة لدى البعض عن قيم هذا الدين، حتى يصبح شريكا في الحياة الاجتماعية والثقافية ويكون جزءا لا يتجزأ من النسيج الاجتماعي والتركيبة السكانية في السويد.
5. يعمل الوقف على إرساء القواعد التي تساعد في بناء جالية إسلامية حضارية تشكل إضافة إيجابية في المجتمع السويدي، وتصبح في المستقبل بإذن الله منارة للإسلام وقدوة للمسلمين ليس في مملكة السويد فحسب وإنما في أوروبا كلها.
6. يسعى الوقف أن يكون جهة ذات مصداقية لدى الدولة السويدية، محترمة لدى السلطات الإدارية، وأن يكون بمثابة مرجع رسمي موثوق به يمثل مصالح الجالية المسلمة في البلاد ويعتني باحتياجاتها واهتماماتها، وبالسبل التي تساعدها على الحفاظ على الدين والهوية والاندماج الإيجابي في المجتمع والارتقاء بمستواها الاجتماعي والثقافي.
7. يأمل القائمون على الوقف أن يتم تسجيل الوقف كَمَعْلَم وطني في المدينة، وقد أبدى رئيس بلدية اسكيلستونا إعجابه واهتمامه بهذا الموضوع.

## منهج الوقف
يتبنى الوقف المنهج الدعوي العلمي الذي يفضي إلى فهم الإسلام على ضوء العصر، وإلى تكوين مجتمع مسلم يقوم على الانسجام في الفكر والعمل، والاهتمام بقضاياه ومصالحه والابتعاد عن التنطع والتعصب والتشدد والغلوّ والقومية والعرقية.
وهذا لا يمكنه أن يحصل إلاّ من خلال مشاركة فعالة وإيجابية لجالية مسلمة مندمجة اندماجا إيجابيا في المجتمع، اندماجا يحافظ معه المسلمون على خصوصياتهم ومقومات شخصياتهم وليس الاندماج الذي يعني التخلي عن الهوية الدينية والثقافية والاجتماعية والأخلاقية.
في نفس الوقت يهتم الوقف بشبكة العلاقات الاجتماعية باعتبارها مفهوما ومفتاحا لفهم درجة التماسك وقوة المجتمع الذي هو ليس مجرد مجموعة من الأفراد أو الجماعات المتجاورة بحكم الجغرافيا أو التاريخ أو الانتماء العرقي بل هو شبكة علاقات اجتماعية، وقوته ودرجة عافيته كامنة في مدى قوة شبكة علاقاته ودرجة توطيدها.

## الوقف والمجتمع السويدي
اعتمادا على هذا منهجه المعاصر يحرص الوقف على أن يخاطب الآخرين باللغة التي يفهمونها وبما يناسب طبيعتهم الشخصية، والشعب السويدي من طبعه الاستجابة للمنطق الصحيح والدليل العلمي القوي فيتقبل ما يعرض على هذا النحو ويحترمه وقد يكون من أكبر المدافعين عنه حتى وإن لم يتبناه، والأمثلة كثيرة في هذا المقام منها أنّ أحد أكبر رؤساء القساوسة السويديين يطالب اليوم  رسميا من الدولة السويدية أن تعترف بالإسلام كديانة رسمية وأن تعترف بالنّبي محمد صلى الله عليه وسلم نبيّا مرسلا من الله وليس كما هو شائع عند الكثير في الغرب أن الإسلام دين العرب وليس ديانة سماوية وأن محمدا نبيّ للعرب فقط وليس للناس كافة.
يقول الأستاذ عبد الحق كيلان مدير الوقف:
"لقد استغرق الأمر 1300 سنة من تأريخ الهجرة حتى تم تأسيس أول مسجد للمسلمين في السويد.مقارنة ذلك مع المسيحية فقد استغرقت 800 سنة لوصولها إلى مملكة السويد بعد ذلك استغرق الأمر لأكثر من 400 سنة من الجهود المتواصلة لبعثات تبشيرية وقساوسة ضحوا بالنفس والنفيس حتى تم قبول المسحية ويمكن القول بأن مملكة السويد قد أصبحت بلدا مسيحيا.وأمّا الدعوة إلى الله في السويد فبدأت منذ أقل من 30 سنة فقط وقد تحقق الكثير بحمد الله رغم قلة الإمكانيات والقدرات فلذلك نحن لا نستعجل [الإنجليزية].

## النشاطات العامة للوقف
رغم أن الوقف لا يزيد عمره على ثلاثة أعوام إلا أنه يحتوي بحمد الله وفضله على نشاطات كثيرة، فبالإضافة إلى الصلوات الخمس وصلاة الجمعة والاحتفال بعيديّ الفطر والأضحى وإحياء ليالي رمضان بصلاة التراويح والتهجد، فيه أيضا النشاطات التالية:
1. تحفيظ القرآن الكريم وتعليم اللغة العربية للكبار والصغار.
2. إنشاء دورات وحلقات تعليمية للنساء والأولاد والآباء.
3. استغلال المناسبات العامة والعطل الرسمية بأنشطة دينية وثقافية للمسلمين.
4. الردود على الأسئلة الشرعية من خلال التواصل مع أهل العلم.
5. نشاطات نسائية مختلفة ومنها الدروس الدينية والتوعوية العامة.
6. القيام بعقود الزواج الشرعي وفض النزاعات وحل المشاكل العائلية.
7. التواصل والتعاون والتنسيق مع المراكز والهيئات لأهل السنة في السويد.
8. برنامج توعوي للشباب المسلم لتحصينه من آفتي الغلو والتطرف.
9. إقامة زيارات للسجون والاطلاع على أحوال المساجين من المسلمين وتقديم الإرشادات والنصائح لهم.
10. محاضرات موجهة إلى المجتمع السويدي لشرح الإسلام.
11. مساعدة الجالية المسلمة على أداء شعائرها التعبدية، وذلك من خلال تشجيعها على تأسيس جمعيات إسلامية في المناطق التي لا يوجد بها مساجد.
12. تقديم استشارات عائلية ومعالجة مشاكل الأبناء وتربيتهم وذلك بتقديم النصح والتوجيه
13. التواصل مع المدارس فيما يخص حقوق أولاد المسلمين.
14. التواصل مع الجهات الإدارية المشرفة على الأسر من أجل معاينة ومعالجة المشاكل العائلية وتقديم الحلول الملائمة للأسرة المسلمة.
15. التحضير لمؤتمر سنوي خاص بالعائلة السويدية المسلمة.
16. التحضير لإقامة دورات تدريبية لتطوير العائلة المسلمة في فن إدارة الأسرة.
17. زيارة المؤسسات الرسمية والأهلية والتعليمية.
18. استقبال الوفود الرسمية والأهلية لدى زيارتها للمسجد.

## رئيس المركز الإسلامي
الشيخ ليف عبد الحق كيلان
من أصل الوالدين سويديين على الإسلام من خلال عمله في شركة ايركسون التي عمل فيها مدرسا للغة السويدية للفنيين الوافدين من دول اسيا وتزوج من فتاة سويدية من أصل لوالدين سويديين واعتنقت الإسلام فشكلا بذلك أول اسرة سويدية مسلمة من الشعب السويدي.
يرأس الشيخ ليف عبد الحق كيلان الآن ثالث أكبر اتحاد للمسلمين في السويد من ناحية العدد وهو اتحاد الجمعيات الإسلامية كما انه يعتبر الشخص الموثوق لدى الحكومة وصانع القرار السويدي كم ا واعتبر عام 2010 أحد أكثر الاشخاص تأثيرا في الرأي العام السويدي من ضمن 100 شخصية سويدية.وفي أحد اللقاءات الصحفية مع الشيخ ليف عبد الحق كيلان قال مجيبا على سؤال كيف عرف الله؟ عرفت الله به وبكرمه علي وهدايته لي اللهم لك الحمد يارب العالمين حمدا يليق بمقامه وعظيم سلطانه … الله ورسوله أحب الي من نفسي وروحي التي بين جنبي، لذلك فان أهمية تعرف العبد على ربه عز وجل وإجلاله شرط لكمال العبودية لله سبحانه وتعالى والقرآن الكريم مليء بالآيات التي تتحدث عن عظمة الله وحكمته وقوته وقدرته وعلمه وحلمه ورحمته وجميع أسمائه وصفاته كما قال الله عز وجل في أعظم آية في القرآن (الله لا إله إلا هو الحي القيوم لا تأخذه سنة ولانوم له مافي السموات وما في الأرض من ذا الذي يشفع عنده إلا بإذنه يعلم مابين أيديهم وما خلفهم ولايحيطون بشيء من علمه إلا بما شاء وسع كرسيه السموات والأرض ولايؤوده حفظهما وهو العلي العظيم).لا بد من الإخلاص في العمل حتي تسدد خطواتنا يقول الله عز وجل لمن أخلص له في العبادة وآمن به وعمل صالحاً (من عمل صالحاً من ذكرٍ أو أنثى وهو مؤمن فلنحيينه حياة طيبة ولنجزينهم أجرهم بأحسن الذي كانوا يعملون)ويقول في حق من عصاه ولم يؤمن بآياته (ومن أعرض عن ذكري فإن له معيشة ضنكاً ونحشره يوم القيامة أعمى * قال رب لم حشرتني أعمى وقد كنت بصيراً قال كذلك أتتك آياتنا فنسيتها وكذلك اليوم تنسى)

## وصلات خارجية
- الموقع الرسمي لجامع اسكلستونا